# Schroederella media
Schroederella media is een vliegensoort uit de familie van de afvalvliegen (Heleomyzidae). De wetenschappelijke naam van de soort is voor het eerst geldig gepubliceerd in 2007 door Papp.